# Kratochvilia pulvinata
Kratochvilia pulvinata là một loài nhện trong họ Mimetidae. Chúng được Eugène Simon miêu tả năm 1907.